# Sebestyén Dalma
Sebestyén Dalma (Székesfehérvár, 1997. január 23. –) magyar úszó,  a Győri Úszó SE sportolója.

## Sportpályafutása
A 2011-es Európai Ifjúsági Olimpiai Fesztiválon 200 m vegyesen és 200 m pillangón nyert két aranyérmet. A következő évben az ifjúsági Európa-bajnokságon első lett 200 m vegyesen. A 2012-es rövid pályás úszó-Európa-bajnokságon 200 méter vegyesen harmadik magyarként 16. lett a selejtezőben. 100 és 200 méter mellen 21., 100 200 pillangón és 50 m mellen ötödik, 200 m mellen hetedik helyezést szerzett. m pillangón 32., 400 méter vegyesen 20. volt. 
A 2013-as ifjúsági Európa-bajnokságon 200 m pillangón bronzérmes, 200 méter vegyesen első lett. 50 m mellen nyolcadik, 200 m mellen és a vegyes vegyes váltóban hatodik volt. A junior vb-n 50 méter mellen nyolcadik, 200 m vegyesen hetedik, 100 m mellen 18., 200 m mellen 11. lett. A 2013-as rövid pályás úszó-Európa-bajnokságon 50 méter mellen 43., 100 m mellen 38., 200 m mellen 37., 400 m vegyesen 26. volt. A 2014. évi nyári ifjúsági olimpiai játékokon 50 m mellen nyolcadik, 100 m mellen hetedik, 200 m mellen ötödik, 200 m vegyesen hatodik, 200 m pillangón ötödik helyezést ért el. A 2015-ös rövid pályás úszó-Európa-bajnokságon 50 méter mellen 15., 100 m mellen 17., 200 m vegyesen a selejtezőben 11. (negyedik magyar), 200 m mellen hatodik helyen zárt. A 2016-os úszó-Európa-bajnokságon 100 m mellen 20., 200 m mellen 10., 200 m pillangón 17., a vegyes gyorsváltóban ötödik, női vegyesváltóban 13. volt.
A 2017-es budapesti világbajnokságon 200 méteres mellúszásban a 22. helyen végzett. A 2018-as úszó-Európa-bajnokságon 100 méteres pillangóúszásban 27. lett.
A 2021-es budapesti Úszó Európa-bajnokságon 100 m pillangón 13., 200 m vegyesen 7. helyezést ért el.
A 2021 nyarán megrendezett tokiói olimpián 100 méteres pillangóúszásban 27. helyen végzett. 200 méteres vegyesúszásban 17. lett.
A 2024-es párizsi olimpián 200 méteres vegyesúszásban nem jutott döntőbe, összesítésben a 25. helyen végzett.

## Rekordjai
200 mell, rövid pálya
- 2:22,40 magyar rekord (2015. december 6., Netánja)[12]